# Campionato francese di tennis 1921
Il Campionato francese di tennis 1921 (conosciuto oggi come Open di Francia o Roland Garros) è stato la 26ª edizione del Campionato francese di tennis, riservato ai tennisti francesi o residenti in Francia. Si è svolto sui campi in terra rossa del Racing Club de France di Parigi in Francia.
Il singolare maschile è stato vinto da Jean Samazeuilh,  che si è imposto su André Gobert in quattro set col punteggio di 8–6, 6–3, 7–5. Il singolare femminile è stato vinto da Suzanne Lenglen, che ha battutoGermaine Golding. Nel doppio maschile si sono imposti André Gobert e William Laurentz. Nel doppio femminile hanno trionfato Suzanne Lenglen e Geramine Pigueron. Nel doppio misto la vittoria è andata a Suzanne Lenglen in coppia con Jacques Brugnon.

## Seniors

### Singolare maschile
Jean Samazeuilh ha battuto in finale  André Gobert con il punteggio di 6–3, 6–3, 2–6, 7–5.

### Singolare femminile
Suzanne Lenglen ha battuto in finale  Germaine Golding per walkower

### Doppio maschile
André Gobert /  William Laurentz

### Doppio femminile
Suzanne Lenglen /  Geramine Pigueron hanno battuto in finale  Marguerite Billout /  Suzanne Deve con il punteggio di 6–2, 6–1.

### Doppio misto
Suzanne Lenglen /  Jacques Brugnon hanno battuto in finale  Marguerite Billout /  Max Décugis con il punteggio di 6–4, 6–1.